# Sergio Pettis
Sergio Jerome Pettis (ur. 13 sierpnia 1993 w Milwaukee) – amerykański zawodnik mieszanych sztuk walki (MMA) walczący w wadze koguciej. Jest on byłym zawodnikiem największej organizacji MMA na świecie UFC. Od 7 maja 2021 do 17 listopada 2023 roku był mistrzem Bellator MMA w wadze koguciej.

## Życiorys
Pettis urodził się jako syn Annette (z domu Garcia) i Eugene'a Pettisa Jr. w Milwaukee, w stanie Wisconsin. Wraz ze swoim starszym bratem, byłym mistrzem UFC w wadze lekkiej, Anthonym Pettisem oraz najstarszym bratem Reynaldo Pettisem, dorastał w południowej części Milwaukee.
Matka Pettisa jest pochodzenia meksykańskiego, a jego ojciec portorykańskiego. Aby uniknąć uprzedzeń, jego dziadek Eugenio Pérez zangielizował nazwisko rodowe z Pérez na Pettis. Pettis był uczniem Liceum Piusa XI.
Ojciec Pettisa został śmiertelnie pchnięty nożem przez bandytę 12 listopada 2003 r. w domu swojego przyjaciela.

## Osiągnięcia

### Mieszane sztuki walki
- Resurrection Fighting Alliance
  - 2013: Mistrz Resurrection Fighting Alliance w wadze muszej
- North American Fighting Championship
  - 2013: Mistrz North American Fighting Championship w wadze koguciej
- Bellator MMA
  - 2021-2023: Mistrz Bellator MMA w wadze koguciej

- Cageside Press
  - 2021: Powrót roku (remis z Charlesem Oliveirą) vs. Kyoji Horiguchi[5]
- ESPN
  - 2021: Zakończenie roku vs. Kyoji Horiguchi[6]
- CBS Sports
  - 2021: Nokaut roku Bellatora vs. Kyoji Horiguchi[7]
  - 2021: Zawodnik roku Bellator (razem z A. J. McKee)[8]
- MMAjunkie.com
  - 2021: Nokaut miesiąca grudzień vs. Kyoji Horiguchi[9]
  - 2021: Nokaut Roku vs. Kyoji Horiguchi[10]
  - 2021: Powrót Roku vs. Kyoji Horiguchi[11]
- Sherdog
  - 2021: Nokaut Roku vs. Kyoji Horiguchi[12]
- LowKick MMA
  - 2021: Powrót Roku vs. Kyoji Horiguchi[13]
- MMASucka
  - 2021: Nokaut Roku vs. Kyoji Horiguchi[14]
  - 2021: Powrót Roku vs. Kyoji Horiguchi[14]
- Combat Press
  - 2021: Powrót Roku vs. Kyoji Horiguchi[15]

## Lista zawodowych walk w MMA
| Wynik     | Bilans | Przeciwnik (bilans przed walką) | Rozstrzygnięcie                           | Runda | Czas | Rozgrywki                               | Data       | Miejsce      | Uwagi                                                                |
| --------- | ------ | ------------------------------- | ----------------------------------------- | ----- | ---- | --------------------------------------- | ---------- | ------------ | -------------------------------------------------------------------- |
| Wygrana   | 24-7   | Walentin Mołdawski (14-4)       | Decyzja (jednogłośna)                     | 3     | 5:00 | PFL World Tournament 7: 2025 Semifinals | 27.06.2025 | Chicago      | Debiut w PFL.                                                        |
| Przegrana | 23-7   | Kyōji Horiguchi (32-5. 1 NC)    | Decyzja (jednogłośna)                     | 3     | 5:00 | Rizin 47                                | 09.06.2024 | Tokio        | Main Event                                                           |
| Przegrana | 23-6   | Patchy Mix (18-1)               | Poddanie (duszenie zza pleców)            | 2     | 1:51 | Bellator 301                            | 17.11.2023 | Chicago      | Stracił pas mistrzowski Bellator MMA w wadze koguciej. Co-Main Event |
| Wygrana   | 23-5   | Patrício Pitbull (35-5)         | Decyzja (jednogłośna)                     | 5     | 5:00 | Bellator 297                            | 16.06.2023 | Chicago      | Obronił pas mistrzowski Bellator MMA w wadze koguciej. Co-Main Event |
| Wygrana   | 22-5   | Kyoji Horiguchi (29-3)          | KO (obrotowy backflist)                   | 4     | 3:24 | Bellator 272                            | 03.12.2021 | Uncasville   | Obronił pas mistrzowski Bellator MMA w wadze koguciej. Main Event    |
| Wygrana   | 21-5   | Juan Archuleta (25-2)           | Decyzja (jednogłośna)                     | 5     | 5:00 | Bellator 258                            | 07.05.2021 | Uncasville   | Zdobył pas mistrzowski Bellator MMA w wadze koguciej. Main Event     |
| Wygrana   | 20-5   | Ricky Bandejas (13-3)           | Decyzja (jednogłośna)                     | 3     | 5:00 | Bellator 242                            | 24.07.2020 | Uncasville   |                                                                      |
| Wygrana   | 19-5   | Alfred Khashakyan (11-4)        | Techniczne poddanie (duszenie gilotynowe) | 1     | 3:00 | Bellator 238                            | 25.01.2020 | Inglewood    |                                                                      |
| Wygrana   | 18-5   | Tyson Nam (18-9-1)              | Decyzja (jednogłośna)                     | 3     | 5:00 | UFC Fight Night: Rodríguez vs. Stephens | 21.09.2019 | Meksyk       | Walka w wadze muszej                                                 |
| Przegrana | 17-5   | Rob Font (15-4)                 | Decyzja (jednogłośna)                     | 3     | 5:00 | UFC on Fox: Lee vs. Iaquinta 2          | 15.02.2018 | Milwaukee    | Powrót do wagi koguciej                                              |
| Przegrana | 17-4   | Jussier Formiga (21-5)          | Decyzja (jednogłośna)                     | 3     | 5:00 | UFC 229                                 | 06.10.2018 | Las Vegas    |                                                                      |
| Wygrana   | 17-3   | Joseph Benavidez (25-4)         | Decyzja (niejednogłośna)                  | 3     | 5:00 | UFC 225                                 | 09.06.2018 | Chicago      |                                                                      |
| Przegrana | 16-3   | Henry Cejudo (11-2)             | Decyzja (jednogłośna)                     | 3     | 5:00 | UFC 218                                 | 02.12.2017 | Detroit      |                                                                      |
| Wygrana   | 16-2   | Brandon Moreno (14-3)           | Decyzja (jednogłośna)                     | 5     | 5:00 | UFC Fight Night: Pettis vs. Moreno      | 05.08.2017 | Meksyk       |                                                                      |
| Wygrana   | 15-2   | John Moraga (16-5)              | Decyzja (jednogłośna)                     | 3     | 5:00 | UFC Fight Night: Rodríguez vs. Penn     | 15.01.2017 | Phoenix      |                                                                      |
| Wygrana   | 14-2   | Chris Kelades (9-2)             | Decyzja (jednogłośna)                     | 3     | 5:00 | UFC 197                                 | 23.04.2016 | Las Vegas    |                                                                      |
| Wygrana   | 13-2   | Chris Cariaso (17-7)            | Decyzja (jednogłośna)                     | 3     | 5:00 | UFC 192                                 | 03.10.2015 | Houston      |                                                                      |
| Przegrana | 12-2   | Ryan Benoit (7-3)               | TKO (ciosy pięściami)                     | 2     | 1:34 | UFC 185                                 | 14.03.2015 | Dallas       | Powrót do wagi muszej                                                |
| Wygrana   | 12-1   | Matt Hobar (9-2)                | Decyzja (jednogłośna)                     | 3     | 5:00 | UFC 181                                 | 06.12.2014 | Las Vegas    | Bonus za walkę wieczoru                                              |
| Wygrana   | 11-1   | Yaotzin Meza (21-8)             | Decyzja (jednogłośna)                     | 3     | 5:00 | UFC Fight Night: Henderson vs. Khabilov | 07.06.2014 | Albuquerque  |                                                                      |
| Przegrana | 10-1   | Alex Caceres (9-5)              | Poddanie (duszenie zza pleców)            | 3     | 4:39 | UFC on Fox: Henderson vs. Thomson       | 25.01.2014 | Chicago      | Bonus za walkę wieczoru                                              |
| Wygrana   | 10-0   | Will Campuzano (13-4)           | Decyzja (jednogłośna)                     | 3     | 5:00 | UFC 167                                 | 16.11.2013 | Las Vegas    |                                                                      |
| Wygrana   | 9-0    | James Porter (7-1)              | Poddanie (kimura)                         | 1     | 2:33 | NAFC: Battle in the Ballroom            | 28.09.2013 | Milwaukee    | Powrót do wagi koguciej. Zdobył mistrzostwo NAFC w wadze koguciej.   |
| Wygrana   | 8-0    | Dillard Pegg (5-1)              | TKO (ciosy pięściami)                     | 1     | 0:51 | RFA 8                                   | 21.06.2013 | Milwaukee    | Zdobył mistrzostwo RFA w wadze muszej.                               |
| Wygrana   | 7-0    | Josh Robinson (7-6)             | Decyzja (jednogłośna)                     | 3     | 5:00 | NAFC: Battleground                      | 29.03.2013 | Milwaukee    | Powrót do wagi muszej                                                |
| Wygrana   | 6-0    | Jimmy Jones (4-1)               | Decyzja (jednogłośna)                     | 3     | 5:00 | RFA 4                                   | 02.11.2012 | Las Vegas    |                                                                      |
| Wygrana   | 5-0    | Tom McKenna (5-1)               | Poddanie (duszenie gilotynowe)            | 1     | 3:52 | LOF 53: Memorium                        | 16.06.2012 | Indianapolis | Powrót do wagi koguciej                                              |
| Wygrana   | 4-0    | Chris Haney (3-3)               | Decyzja (jednogłośna)                     | 3     | 5:00 | NAFC: Colosseum                         | 04.05.2012 | Milwaukee    | Debiut w wadze muszej                                                |
| Wygrana   | 3-0    | Mike Lindquist (8-26)           | Poddanie (duszenie trójkątne rękoma)      | 1     | 1:43 | Madtown Throwdown 26: The Return        | 07.01.2012 | Madison      |                                                                      |
| Wygrana   | 2-0    | Tony Zelinski (2-1)             | TKO (kopnięcie na głowę)                  | 2     | 1:59 | NAFC: Unleashed                         | 18.11.2011 | Milwaukee    |                                                                      |
| Wygrana   | 1-0    | Kyle Vivian (0-3)               | TKO (kopnięcie na głowę)                  | 1     | 1:46 | CFC 7                                   | 10.09.2011 | Winnipeg     | Debiut w MMA w wadze koguciej                                        |